# Jiri (Nepal)
Jiri (in nepalese: जिरी) è un comune nel distretto di Dolkha, nella provincia di Provincia di Bagmati del Nepal nord-orientale. Si estende su una superficie di 211,25 km².
Jiri si trova ad un'altitudine di 1 905 metri ed è il capolinea più orientale dell'autostrada proveniente da Katmandu. Il servizio di autobus è disponibile da Katmandu ma la corsa di 184 km dura dalle 6 alle 8 ore a causa di strade strette e tortuose e punti di controllo lungo l'autostrada (fino al 2006). Una società dell'esercito nepalese è di stanza in città e le attrezzature e gli zaini dei visitatori potrebbero essere perquisiti. Ci sono un certo numero di rifugi disponibili lungo entrambi i lati della strada principale, principalmente a Jiri Bazaar.
Ci sono due scuole superiori: la Jiri Higher Secondary School a Hatdanda e la Dhungeshwori Secondary School a Jiri Bazaar.
Jiri è stata fondata come centro di sviluppo agricolo dall'aiuto del governo svizzero nel 1938.
Essendo l’ultimo comune sulla strada più vicina, da Jiri partono sentieri per molti trekking nella regione del monte Everest. Il trekking verso Lukla dura sette o otto giorni. Poche persone iniziano un trekking da Jiri, e solo il 5% di tutti i trekker che tentano il difficile cammino verso il campo base dell'Everest iniziano da qui. L'altro 95% sceglie di volare nella piccola pista di Lukla, evitando così una settimana di trekking difficile ma bellissimo.
Anche se il sentiero da Jiri al parco nazionale di Sagarmatha è indicato come la "via classica per l'Everest", il sentiero originale inizia a Katmandu. Tutte le prime spedizioni dell'Everest, compresa quella guidata da John Hunt che ha portato Tenzing Norgay e Edmund Hillary sulla cima, hanno attraversato Jiri. Per questo motivo Jiri è chiamato anche la "porta dell'Everest".

## Popolazione
La comunità di Jiri è la patria di gruppi etnici quali Jirel e Sherpa ma sono presenti anche altri gruppi tra cui Chhetri, Rai e Tamang. I tre maggiori gruppi etnici presenti sono: Chhetri (28.14%), Jirel (21.66%) e Sherpa (18%).
Al momento del censimento del 2001 del Nepal aveva una popolazione di 7 138 persone che vivevano in 1 508 famiglie. In dieci anni la popolazione è cresciuta, secondo il censimento del 2011 del Nepal la popolazione contava 13 638 persone.

## Galleria d’immagini

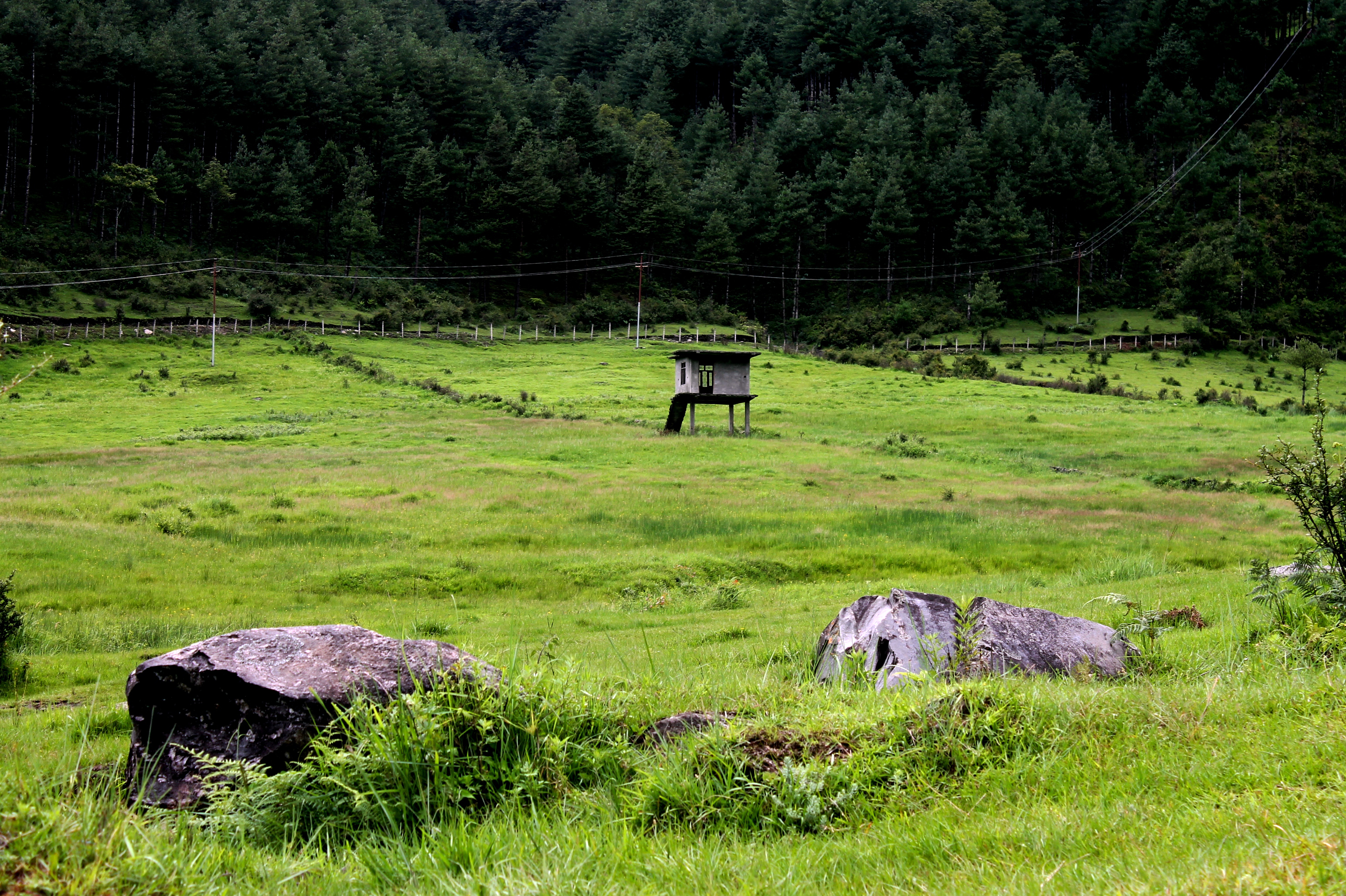
Jiri nel 2014
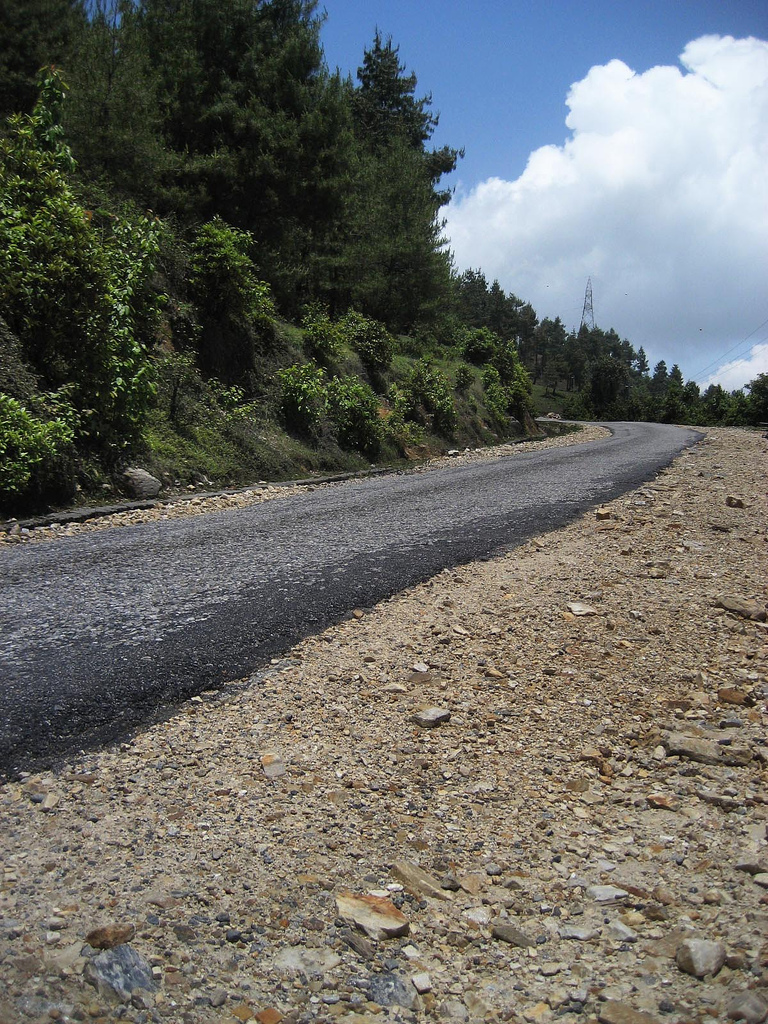
Strada per Jiri nel distretto di Dolkha
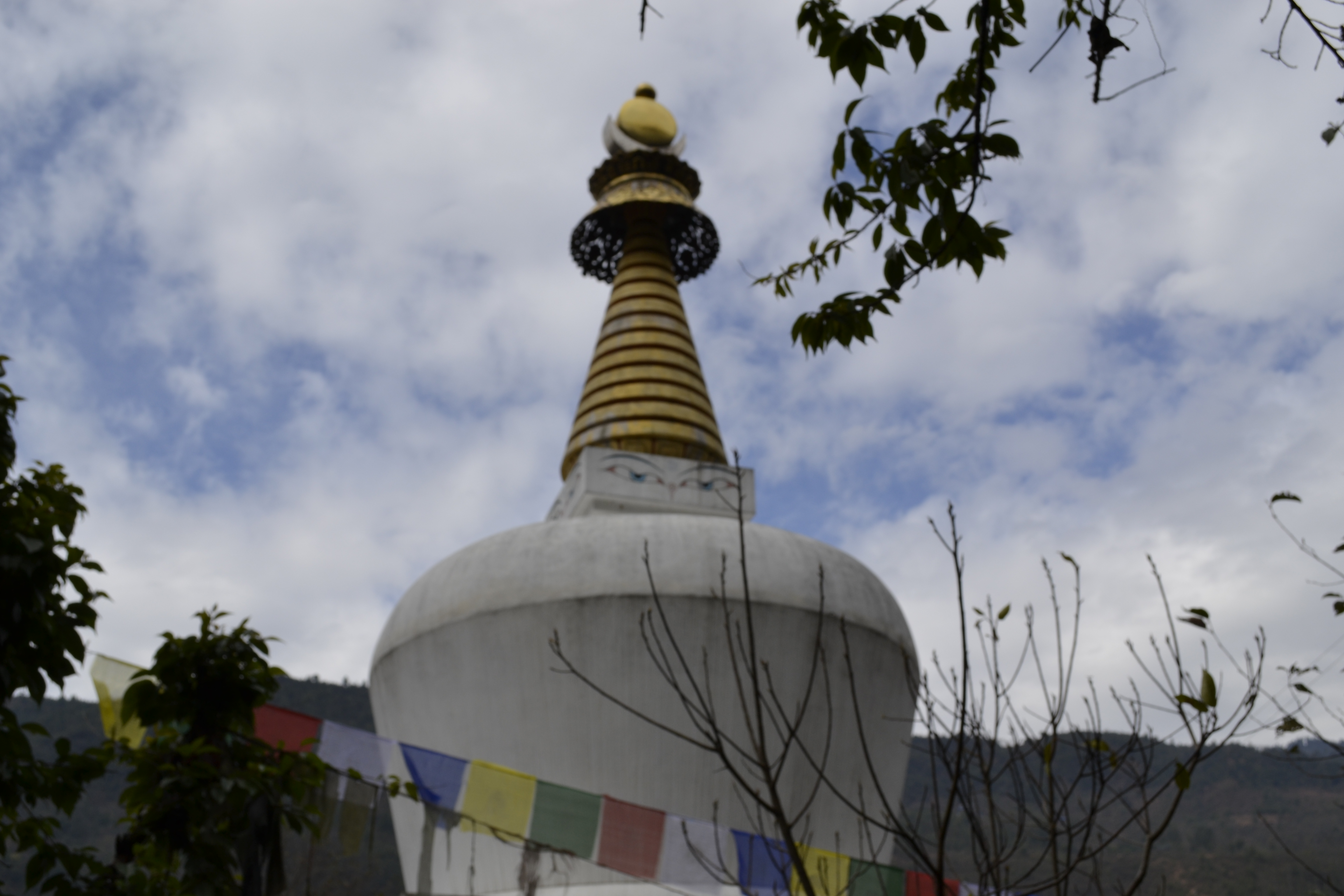
Stupa a Jiri
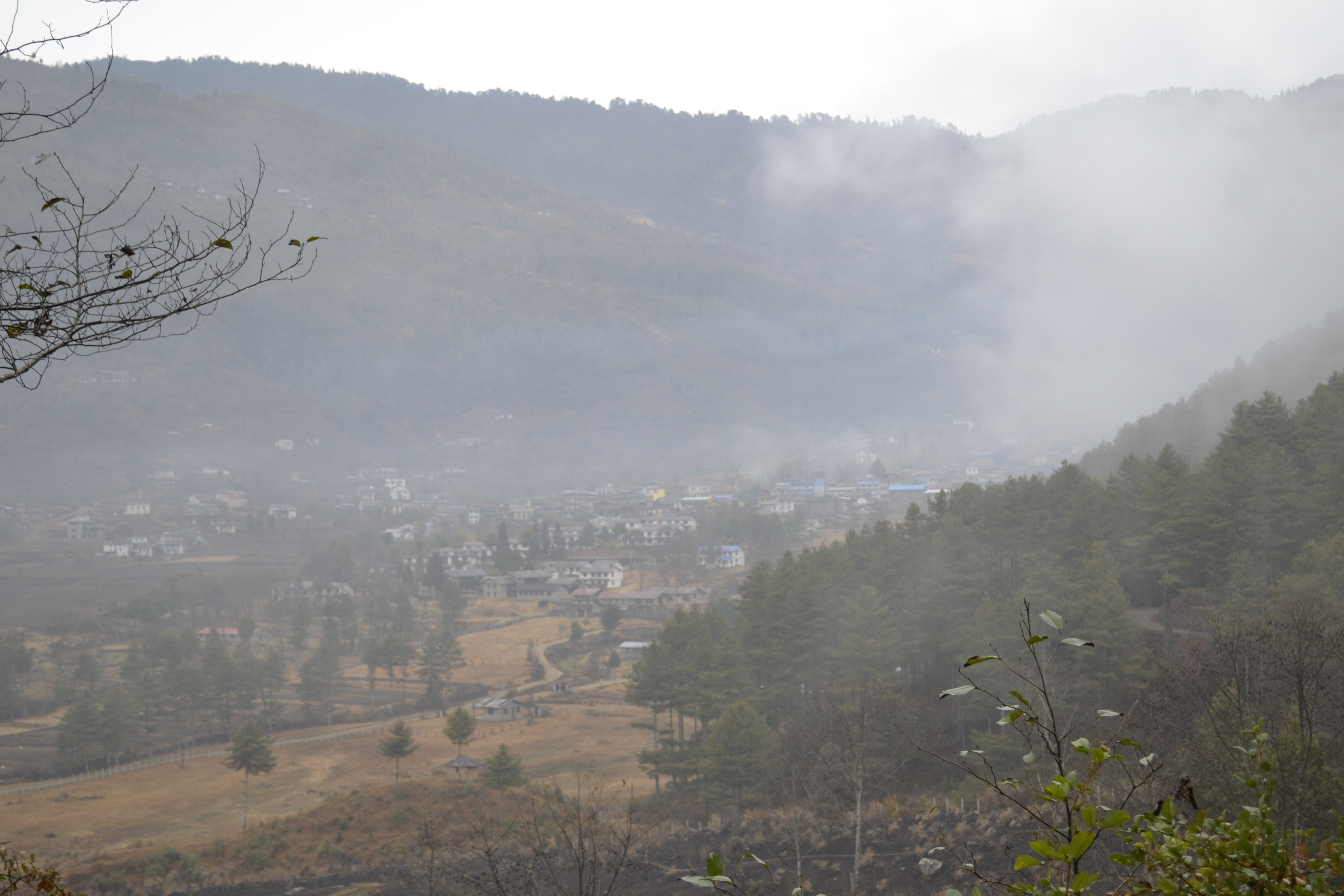
Vista di Jiri
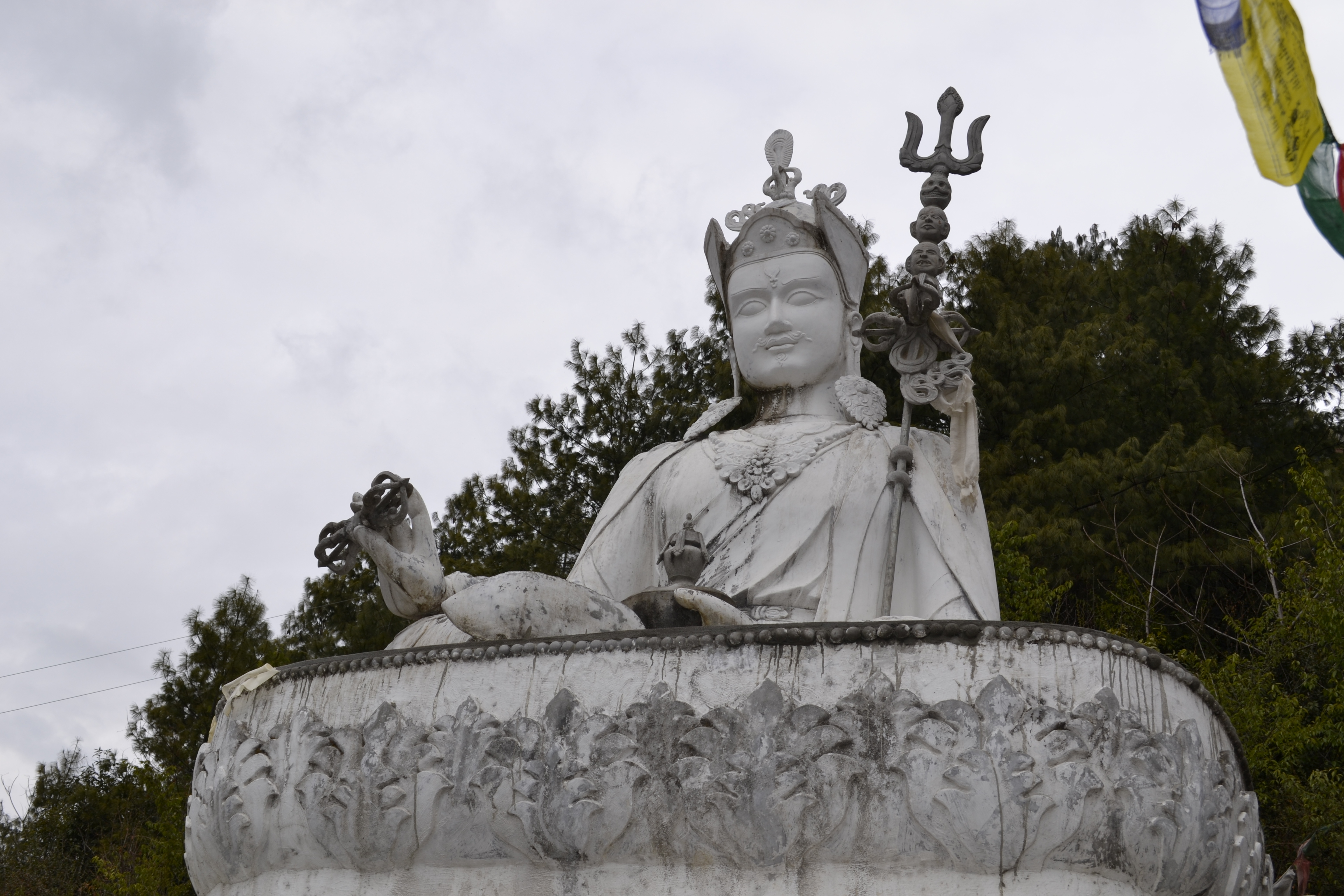
Statua di Dio a Jiri
Jiri